# 과정초등학교
과정초등학교(瓜亭初等學校)는 대한민국 부산광역시 연제구에 있는 공립 초등학교이다.

## 학교 연혁
- 1985년 3월 1일: 개교

## 참고 자료
- 과정초등학교 - 한국교육학술정보원 학교알리미